# 파올라 (이탈리아)

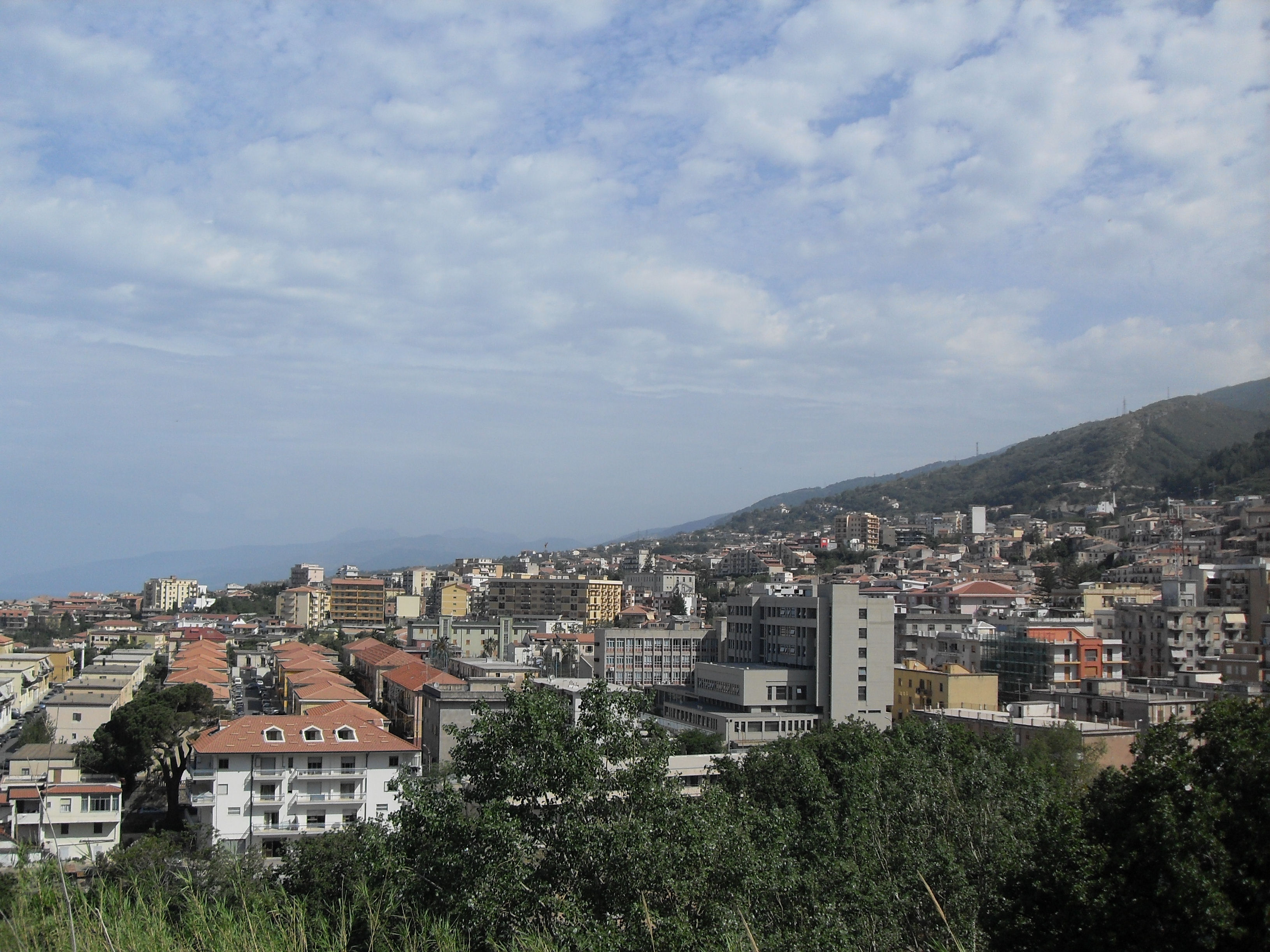
파올라

파올라(이탈리아어: Paola)는 이탈리아 칼라브리아주 코센차도에 위치한 코무네로 면적은 42km2, 높이는 94m, 인구는 17,195명(2004년 12월 31일 기준), 인구 밀도는 410명/km2이다.